# Groupe de reconnaissance Erna
Le groupe de reconnaissance Erna (en estonien : Erna luuregrupp) est une unité de l'armée finlandaise composée de volontaires estoniens, qui remplissait des fonctions de reconnaissance en Estonie derrière les lignes de l'Armée rouge pendant la Seconde Guerre mondiale. L'unité a été formée par le renseignement militaire finlandais avec l'aide du renseignement militaire allemand pour les opérations de reconnaissance.

## Création
À la suite de l'occupation soviétique de l'Estonie (en) en 1940, des centaines d'hommes estoniens fuient vers la Finlande plutôt que d'accepter la domination soviétique. L'attaché militaire estonien en Finlande, le major Aksel Kristian, dresse au printemps 1941 une liste d'estoniens en Finlande qui veulent libérer leur patrie. Les services de renseignement finlandais recrutent ensuite quinze volontaires et commencent à les former sur l'île de Staffan à Soukka.
Le 22 juin 1941, l'Allemagne nazie envahit l'Union soviétique. La Finlande entre en guerre du côté allemand et les estoniens vivant en Finlande sont rassemblés à Helsinki pour constituer une unité de volontaires pour se rendre en Estonie. Le commandant de peloton est le colonel Henn-Ants Kurg (en) de l'armée estonienne, qui est le dernier attaché militaire estonien en France.
Les Allemands nomment le groupe "Erna", et deux officiers de liaison allemands, l'Oberleutnant Reinhardt et le Sonderführer Schwarze rejoignent également le groupe. L'unité porte l'uniforme de l'armée finlandaise. Les deux allemands souhaitent que le groupe prête allégeance au Führer. Cependant, le colonel Kurg s'y oppose fermement, il insiste sur le fait qu'il ne s'agit pas de volontaires allemands mais d'estoniens, prêts à coopérer, mais sans aucun engagement envers Hitler. Un accord est conclu selon lequel, étant au service de l'armée finlandaise, Erna devrait prêter serment de loyauté à la Finlande. En conséquence, le 24 juillet 1941, les 15 hommes spécialement entraînés et 52 volontaires prêtent serment d'allégeance à la Finlande.

## Actions
Dans la nuit du 10 juillet, un peloton de 42 hommes débarque sur la côte nord de l'Estonie et se cache dans les marais de Kautla à 60 kilomètres au sud-est de Tallinn, rejoints par 17 autres parachutés le 28 juillet. La tâche du groupe est d'effectuer une reconnaissance loin derrière les lignes de l'Armée rouge pour l'armée finlandaise ; mais l'unité se consacre au sauvetage d'environ 2 000 civils cachés dans les bois de Kautla en leur permettant de s'échapper tandis que ses hommes, en infériorité numérique, engagent le combat avec les bataillons de destructions soviétiques du NKVD au cours d'une bataille féroce les 31 juillet et 1er août 1941. Le 4 août, le peloton reçoit l'ordre de traverser la ligne de front et de mettre fin à ses activités. Au total, 32 hommes sont perdus, soit tués, soit portés disparus.

## Suites
Un bataillon, rattaché au 311e régiment d'infanterie de l'armée allemande, est formé à partir du reste du peloton d'origine, avec 400 hommes supplémentaires, et est surnommé "Erna II", mais il est dissous le 10 octobre 1941[réf. nécessaire]. Après la fin de la guerre, un certain nombre des membres originaux d'Erna poursuivent leurs activités de guérilla contre les forces soviétiques en devenant des Frères de la forêt. Le raid d'Erna (en) (en estonien: Erna retk) est un événement militaire international annuel regroupant un exercice et une compétition, commémorant l'action de 1941 et organisé à partir de 1995.
Les propagandistes soviétiques affirment que le groupe originel d'Erna a participé au meurtre de masse d'activistes politiques soviétiques. Ces affirmations sont relancées dans les années 1980 afin de distraire les historiens analysant le massacre de Kautla (en), et sont répétées dans les médias russes dans les années 2000. Les autorités russes considèrent le raid commémoratif d'Erna comme "l'héroïsation du fascisme".